# Ópera prima (película de 1980)
Ópera prima es una película española cómica de 1980 dirigida por Fernando Trueba, en su debut como director, y protagonizada por Óscar Ladoire. Fue escrita por Ladoire y Trueba. Es uno de los filmes más aclamados del cine español de los años ochenta y un paradigma de la llamada "comedia madrileña".

## Sinopsis
Matías, un joven recién separado de su mujer, se va enamorando de su prima Violeta, una chica apasionada por el violín y el estilo hippie.

## Reparto
- Óscar Ladoire ... Matías
- Paula Molina ... Violeta
- Antonio Resines ... León
- Luis González Regueral ... Nicky
- Kiti Mánver ... Ana
- Alejandro Serna ... Nicolás
- Marisa Paredes ... Zoila Gómez
- David Thomson ... Warren Belch
- Tony Valento ... Hombre del supermercado
- El Gran Wyoming ... Macarra

## Recepción
Carlos Boyero, en la Guía del Ocio de mayo de 1980, escribió de ella:
«Trueba, amante de epopeyas soñadas habla de lo que ve, con ternura, con sarcasmo, con frescura, sin solemnidad, sin buscar salidas definitivas, sin pedir nada, con inteligencia. Ópera prima, comedia, pedazo de vida, pureza en movimiento, salto al ruedo sin caparazones que espanten el peligro.»

## Premios
- Festival Internacional de Cine de Venecia (Mostra de Venecia 1980)
  - Premio al mejor joven talento (Fernando Trueba)
  - Premio al mejor actor (Óscar Ladoire)

- Premios Fotogramas de Plata
  - Mejor intérprete de cine español (Óscar Ladoire)